# محافظة بغداد
محافظة بغداد هي أصغر محافظات العراق مساحة. تأتي بغداد في المرتبة الأولى بين محافظات العراق من حيث عدد السكان إذ يبلغ عدد سكانها حوالي 8.1 مليون نسمة عام 2018. تبلغ مساحة محافظة بغداد 5169 كيلو متر مربع، وتضم (32) وحدة إدارية (ناحية)، تشكل (10) أقضية.
بناها الخليفة العباسي أبو جعفر المنصور سنة 145 هجرية. تتميز منطقه بغداد بمرور نهر دجلة خلالها إذ يقسمها لشطرين الكرخ والرصافة. استمرت بغداد كعاصمة الدولة العباسية لحين بناء مدينة سامراء إذ تحولت عاصمة الخلافة لها ثم عادت كعاصمة للدولة العباسية حتى سقوطها بيد المغول سنه 656 هجريه. تتميز بغداد بكثرة المواقع الأثرية القديمة من عهد فجر السلالات كزقورة عقرقوف (دور كوريغالزو) وإيوان كسرى (قصر كسرى الفرس) في منطقة المدائن والآثار الإسلامية الكثيرة مثل المدرسة المستنصرية التي تعتبر أول جامعة بالتاريخ بالتعريف الحديث كما يوجد بها كثير من مراقد أعلام المسلمين مثل الإمام موسى الكاظم والإمام محمد الجواد وأبو حنيفة النعمان وعبد القادر الكيلاني وسلمان الفارسي وغيرهم.
عادت بغداد عاصمة لدولة العراق في بداية القرن العشرين بعد الحرب العالمية الأولى وشهدت تعاقب من الحكم الملكي إلى الجمهوري.

## الحكومة
- المحافظ: عبدالمطلب العلوي.
- أمين بغداد : عمار موسى كاظم.

## الوصف
محافظة بغداد هي واحدة من الأجزاء الأكثر تطورا من العراق، مع بنية تحتية أفضل بكثير من العراق، على الرغم من التضرر  الذي تعرضت له بشدة من الغزو الذي قادته الولايات المتحدة عام 2003 واستمرار العنف اليوم. كما أن لديها واحد من أعلى معدلات للإرهاب في العالم مع القنابل والانتحاريين، وضرب فرق العاملة في المدينة.
بغداد فيها 13 جسراً فوق نهر دجلة تصل صوب الرصافة شرقاً بصوت الكرخ غرباً. حي مدينة الصدر في العاصمة هي المنطقة الأكثر كثافة سكانية في العراق.

## إدارة المحافظة
تُحكم بغداد من قبل مجلس محافظة بغداد. تم انتخاب ممثلين لمجلس محافظة بغداد من قبل أقرانهم من المجالس الأدنى من المقاطعات الإدارية في بغداد بأعداد تتناسب مع عدد السكان في مختلف المناطق التي كانت ممثلة.

## أقضية ونواحي محافظة بغداد
- أبو غريب
- الحسينية
- المدائن
- المحمودية
- التاجي
- الطارمية
- الزوراء
- بغداد (المدينة)
  - الأعظمية
  - الكرخ
  - الكرادة
  - الكاظمية
  - المنصور
  - مدينة الصدر (الصدر الاولى /الصدر الثانية)
  - الرشيد
  - الرصافة
  - بغداد الجديدة
  - الغدير
  - الدورة
  - الشعلة
  - الشعب

## التركيبة السكانية
- نشرت جريدة الزوراء البغدادية نتائج إحصاء سكان بغداد من الذكور فقط، في عهد مدحت باشا عام 1869م وشمل الإحصاء بغداد القديمة والأعظمية والكاظمية.[4][5]

| عدد الدور | عدد الذكور البغداديين | الإيرانيون | بريطانيون | روسيون | فرنسيون | نمساويون | المجموع |
| --------- | --------------------- | ---------- | --------- | ------ | ------- | -------- | ------- |
| 18407     | 63272                 | 2126       | 265       | 14     | 3       | 3        | 65683   |

- يذكر إحصاء أجرته سلطات الانتداب البريطاني قبل أبريل/نيسان عام 1920م أن مجموع سكان محافظة بغداد كان 250 ألف نسمة أي ربع مليون من أصل مليونان و849 ألف نسمة هم سكان العراق في ذلك الوقت. وقد توزع السكان وفقاً للمجموعات الدينية التالية:[6]

| الفئة          | مسلمون سنة   | مسلمين شيعة | يهود        | مسيحيون     | ديانات آخرى | المجموع      |
| -------------- | ------------ | ----------- | ----------- | ----------- | ----------- | ------------ |
| العدد          | 130,000 نسمة | 54,000 نسمة | 50,000 نسمة | 15,000 نسمة | 1,000 نسمة  | 250,000 نسمة |
| النسبة المئوية | 52%          | 21.6%       | 20%         | 6%          | 0.4%        | 100%         |

- خانة ديانات آخرى تشمل الصابئة المندائيون وآخرون.
- عدد السكان أقضية ومناطق محافظة بغداد حسب منظمة الأمم المتحدة عام 2003.

| مناطق بغداد | الكرخ     | الرصافة   | مدينة الصدر (الثورة سابقاً) | الأعظمية | الكاظمية | المحمودية | أبو غريب | المدائن | المجموع   |
| ----------- | --------- | --------- | -------------------------- | -------- | -------- | --------- | -------- | ------- | --------- |
| العدد       | 1,541,500 | 1,252,000 | 936,800                    | 808,500  | 728,500  | 350,100   | 289,400  | 117,500 | 6,024,300 |

- عدد سكان محافظة بغداد وفق تقديرات (وزارة التخطيط) لعام 2004 م.

| مناطق بغداد | الكرخ     | الرصافة   | مدينة الصدر | الأعظمية | الكاظمية | المحمودية | أبو غريب | المدائن | المجموع   |
| ----------- | --------- | --------- | ----------- | -------- | -------- | --------- | -------- | ------- | --------- |
| العدد       | 1,643,712 | 1,386,521 | 1,176,252   | 608,874  | 812,970  | 444,886   | 322,258  | 141,130 | 6,536,603 |

- عدد سكان محافظة بغداد وفق تقديرات (وزارة التخطيط) لعام 2009 م.

| مناطق بغداد | الكرخ     | الرصافة   | الصدر الأولى | الصدر الثانية | الأعظمية | الكاظمية | المحمودية | أبو غريب | الطارمية | المدائن | المجموع   |
| ----------- | --------- | --------- | ------------ | ------------- | -------- | -------- | --------- | -------- | -------- | ------- | --------- |
| العدد       | 1,309,488 | 1,486,499 | 582,067      | 413,683       | 989,000  | 740,684  | 405,838   | 269,171  | 121,940  | 383,868 | 6,702,538 |

- خلال عامي 2005م و2006م تم استحداث أقضية جديدة وكذلك تم ضم بعض مناطق المحيطة ببغداد كالمحمودية وأبوغريب إلى المحافظات المجاورة وشهدت مدينة بغداد عمليات نزوح وتهجير واسعة، وانخفض عدد سكان محافظة بغداد من 6.5 مليون إلى 4.7 مليون عام 2006 حسب منظمة الأمم المتحدة. غير أن الحكومة العراقية تعطي عدد سكان محافظة بغداد بأكثر من سبعة ملايين نسمة.[محل شك]

## المدن التوأم
محافظة بغداد له شقيقة العلاقة مع منطقة العاصمة دنفر أورورا في الولايات المتحدة الأمريكية.
- كولورادو منطقة العاصمة دنفر أورورا، اية كولورادو، الولايات المتحدة الأمريكية.